# رابرت مور
رابرت مور (انگلیسی: Robert Moore؛ ۱ فوریهٔ ۱۹۲۷ – ۱۰ مهٔ ۱۹۸۴) کارگردان اهل کشور ایالات متحده آمریکا بود. از فیلم‌هایی که وی کارگردانی کرده است، می‌توان به قتل با مرگ و بخش دوم اشاره نمود.